# Amitriptilinoksid
Amitriptolinoksid (nazivi brendova Amiokid, Ambivalon, Ekvilibrin), ili amitriptilin N-oksid, je triciklični antidepresiv (TCA) koji je uveden u Evropi 1970-ih za lečenje depresije.
Amitriptilinoksid je i analog i metabolit amitriptilina, i ima slične efekte, kao i ekvivalentnu efikasnost kao antidepresiv. Međutim, on ima brži početak dejstva i manje nepoželjnih efekata, uključujući smanjenu pospanost, sedaciju, antiholinergičke simptome poput suvih usta, znojenja i vrtoglavice, ortostatske hipotenzije i kardiotoksičnosti.
U testovima vezivanja receptora, otkriveno je da amitriptilinoksid ima generalno ekvivalentnu farmakologiju kao amitriptilin, delujući kao inhibitor ponovnog preuzimanja serotonina i norepinefrina, antagonist receptora serotonina i antagonist H1 receptora, između ostalih svojstava, ali sa približno 60 puta manjim afinitetom za α1-adrenergički receptor, i najslabiji afinitet za muskarinske acetilholinske receptore bilo kog pripadnika TCA grupe.
Za amitriptilinoksid se kaže da je prolek amitriptilina.

## Osobine
Amitriptolinoksid je organsko jedinjenje, koje sadrži 20 atoma ugljenika i ima molekulsku masu od 293,403 .
| Osobina                  | Vrednost |
| ------------------------ | -------- |
| Broj akceptora vodonika  | 1        |
| Broj donora vodonika     | 0        |
| Broj rotacionih veza     | 3        |
| Particioni koeficijent ( | 4,0      |
| Rastvorljivost (logS, log(mol/L))       | -7,0     |
| Polarna površina (PSA, Å2)  | 17,1     |

## Literatura
- Hardman JG, Limbird LE, Gilman AG (2001). Goodman & Gilman's The Pharmacological Basis of Therapeutics (10. изд.). New York: McGraw-Hill. ISBN 0071354697. doi:10.1036/0071422803.
- Thomas L. Lemke; David A. Williams, ур. (2007). Foye's Principles of Medicinal Chemistry (6. изд.). Baltimore: Lippincott Willams & Wilkins. ISBN 0781768799.